# Joseph Unger
Joseph Unger též Josef Unger (2. července 1828 Vídeň – 2. května 1913 Vídeň) byl rakousko-uherský, respektive předlitavský právní odborník a politik, v období let 1871–1879 ministr bez portfeje Předlitavska.

## Biografie
Narodil se v židovské rodině, později konvertoval ke křesťanství. Vystudoval filozofii respektive právo na Univerzitě v Curychu a Vídeňské univerzitě. V roce 1853 se habilitoval jako docent soukromého práva a téhož roku nastoupil jako pedagog na Karlo-Ferdinandovu univerzitu v Praze. V roce 1856 přešel opět na Vídeňskou univerzitu. V roce 1857 získal titul profesora.
V roce 1861 publikoval (spolu s Adolfem Fischhofem) studii nazvanou Zur Lösung der ungarischen Frage, ve které předznamenal dualistické státoprávní řešení v podobě rakousko-uherského vyrovnání.
Od konce 60. let 19. století se zapojil i do politického života. Od roku 1867 byl poslancem Dolnorakouského zemského sněmu, který ho roku 1867 zvolil poslancem Říšské rady (celostátní zákonodárný sbor, tehdy ještě nevolen přímo, ale tvořen delegáty jednotlivých zemských sněmů). Zde ale fakticky nepůsobil, nesložil slib a rezignoval na mandát v zemském sněmu i v Říšské radě. V roce 1869 se stal členem Panské sněmovny.
Politicky měl blízko k německé liberální Ústavní straně. V roce 1870 byl jedním z hlavních kritiků konzervativní vlády Alfreda von Potockého, kterou v horní komoře parlamentu označil za „polovičatou v záměrech i konání, vnitřně rozpolcenou a ochromenou.“ Později, po smrti Antona von Schmerlinga byl vůdcem liberálů v Panské sněmovně.
26. listopadu 1871 se stal ministrem bez portfeje Předlitavska ve vládě Adolfa von Auersperga. Ministrem byl až do 15. února 1879. Je považován za jednoho ze zakladatelů rakouského civilního práva, podílel se na zřízení správního soudu a byl jedním z autorů volební reformy v roce 1873.
V roce 1880 (podle jiného zdroje roku 1881) byl jmenován prezidentem říšského soudního dvora, což byla tehdy nejvyšší justiční pozice v monarchii.